# Liste der Monuments historiques in Chanteloup-en-Brie
Die Liste der Monuments historiques in Chanteloup-en-Brie führt die Monuments historiques in der französischen Gemeinde Chanteloup-en-Brie auf.

## Liste der Objekte
Zum Verständnis siehe: Kirchenausstattung
| Bezeichnung                   | Beschreibung                                        | Standort                        | Kennzeichnung | Schutzstatus | Datum | Bild |
| ----------------------------- | --------------------------------------------------- | ------------------------------- | ------------- | ------------ | ----- | ---- |
| Skulptur des heiligen Eutrope | Stein, polychrom gefasst, Ende des 15. Jahrhunderts | in der Kirche St-Eutrope (Lage) | PM77000299    | Classé       | 1905  |      |
| Kerzenständer                 | Bronze, vergoldet, 19. Jahrhundert                  | in der Kirche St-Eutrope (Lage) | PM77003185    | Inscrit      | 1979  |      |
| Glocke                        | Bronze, 13. Jahrhundert                             | in der Kirche St-Eutrope (Lage) | PM77000298    | Classé       | 1905  |      |
| Skulptur Christus am Kreuz    | Holz, bemalt, 17./18. Jahrhundert                   | in der Kirche St-Eutrope (Lage) | PM77003186    | Inscrit      | 1979  |      |